# Xenohyla eugenioi
Az Xenohyla eugenioi a kétéltűek (Amphibia) osztályának békák (Anura) rendjébe és a levelibéka-félék (Hylidae) családjába tartozó faj.

## Előfordulása
A faj Brazília endemikus faja, Bahía állam déli részén és Minas Gerais állam északnyugati részén él. Természetes élőhelye szubtrópusi vagy trópusi száraz erdők, nedves szavannák, szubtrópusi vagy trópusi száraz bozótosok, időszakos édesvizű mocsarak, sziklás területek.